# 오클라호마시티 블레이저스
| 오클라호마시티 블레이저스 |                                                                 |
| 콘퍼런스                  | 노던 콘퍼런스 (2007년~2009년)                                   |
| 디비전                    | 웨스턴 디비전 (1996년~2001년) 노스웨스트 디비전 (2001년~2007년) |
| 설립연도                  | 1992년                                                          |
| 해체연도                  | 2009년                                                          |
| 역사                      | 오클라호마시티 블레이저스 (1992년~2009년)                       |
| 경기장                    | 미리아드 컨벤션 센터 포드 센터                                  |
| 연고지                    | 오클라호마주 오클라호마시티                                     |
| 상징색                    | 진홍, 금, 하양                                                  |
| 정규시즌 우승             | -                                                               |
| 콘퍼런스 우승             | -                                                               |
| 디비전 우승               | 9 (1993, 1996, 1997, 1998, 1999, 2000, 2001, 2002, 2003)        |
| 레이 미론 프레지던트 컵   | 2 (1996, 2001)                                                  |
| 영구 결번                 | -                                                               |

오클라호마시티 블레이저스(Oklahoma City Blazers)는 미국 오클라호마주 오클라호마시티를 연고지로 하는 1992년부터 2009년까지 CHL 소속 아이스 하키팀이 있었다.

## 역대 홈경기장
| 경기장                    | 사용기간      | 수용인원 | 장소                        | 비고 |
| ------------------------- | ------------- | -------- | --------------------------- | ---- |
| 오클라호마시티 블레이저스 |               |          |                             |      |
| 미리아드 컨벤션 센터      | 1992년~2002년 | 13,399명 | 오클라호마주 오클라호마시티 | 빈칸 |
| 포드 센터                 | 2002년~2009년 | 18,036명 | 오클라호마주 오클라호마시티 | 빈칸 |